# Liberec (vùng)
Vùng Liberec (tiếng Séc: Liberecký kraj) là một vùng của Cộng hòa Séc, nằm ở cực bắc vùng lịch sử Bohemia. Vùng giáp với Saxony của Đức và giáp Ba Lan. Tên vùng được đặc theo tên thủ phủ. Vùng này có dân số là 447.848 người (thời điểm tháng 3 năm 2011), diện tích là 3163 km². Thủ phủ vùng đóng tại thành phố Liberec.
Điểm cao nhất nằm ở núi Kotel có độ cao 1.435 mét (4.708 ft)

## Các quận

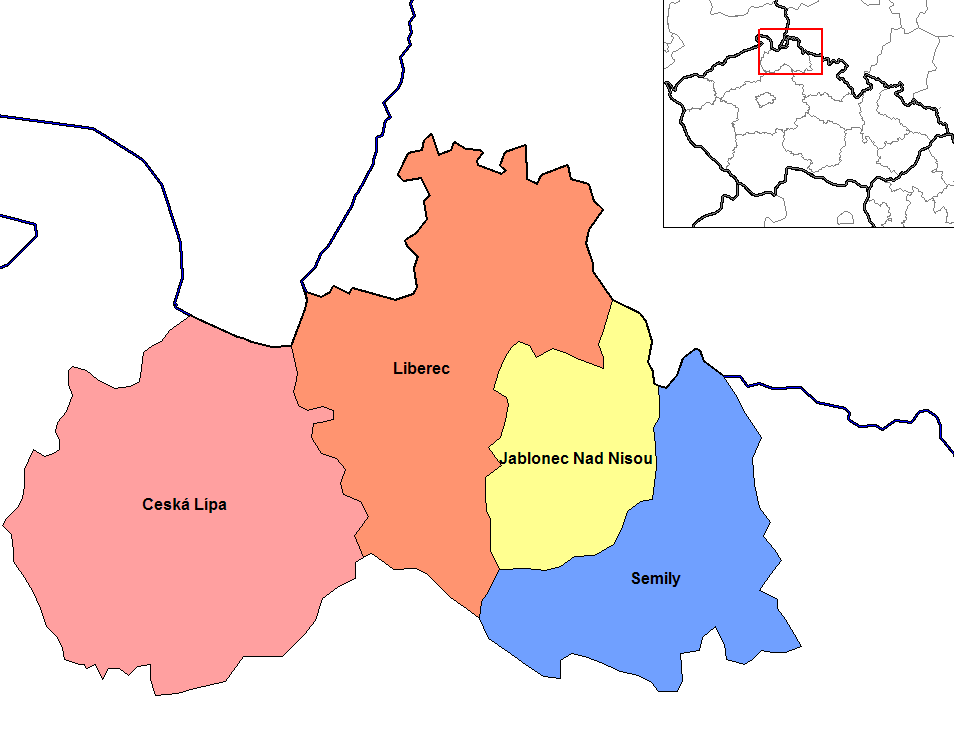
Các quận trong vùng Liberec

Vùng có 4 quận (okresy):
- Quận Česká Lípa
- Quận Jablonec nad Nisou
- Quận Liberec
- Quận Semily

## Thành phố và thị xã
Các đô thị lớn nhất trong vùng Liberec (kèm theo dân số): 
- Česká Lípa 38.830 (2005)
- Chrastava 5.961 (2001)
- Frýdlant 7.608 (2005)
- Jablonec nad Nisou 44.822 (2006)
- Liberec, thủ phủ vùng 105.240 (2008)
- Semily 9.029 (2006)
- Turnov 14.489 (2006)